# Болници в България
Болниците в България са лечебни заведения, в които се предлагат специализирани стационарни и амбулаторни медицински услуги.
В българската медицина е прието да се разграничават извънболнична (доболнична и следболнична) и болнична помощ.
Болниците могат да бъдат многопрофилни – за лечение на множество заболявания, и/или специализирани – за спешна помощ, белодробни болести, вътрешни болести, по кардиология, онкология, акушеро-гинекология, УНГ, дерматология и др.
По отношение на собствеността болниците могат да бъдат общински, държавни или частни.
Преобладаващата част от съществуващите в България болници са държавна или общинска собственост. От 2001 г. в България е наложен мораториум върху приватизацията на болниците.
Държавни болници са както областните (бивши окръжни) така и университетските болници, и националните центрове (напр. Център по белодробни заболявания).
За броя на болниците в България съществуват различни данни. Така например официалната информация на Националния статистически институт сочи за 2005 г. 262 болници с 45 537 легла; в публичното пространство, включително и от официални представители, често се споменава 280 и дори 300 броя. Най-голям е броят на болниците в София.

## История
Болници в България е имало още преди Освобождението. В „План на град Пловдив и околността" от 1827 г., съставен от френския запасни офицер А. Йегершмид, е отбелязана католическа болница на мястото на сегашния Майчин дом на улица „Д-р Рашко Петров“ № 3. Това по-скоро е било малка лечебница.
Първата болнична сграда не само в България, но и на Балканския полуостров е открита през 1837 г. в Шумен и е първата сграда в България, построена специално за болница. Намира се в северозападните покрайнини на града в квартал „Боян Българанов“ на изхода за с. Лозево. Известна е с името Стара дивизионна болница (СДБ). Тя е първата специална болнична сграда в нашата страна, направена по европейски маниер. Български и чуждестранни военни историци признават, че сградата на тази военна болница отговаря на изискванията за медицина и лечебна практика през XIX век. По форма тя е затворен четириъгълник с външни размери 114,40 м на 68,51 м, застроена площ 3450 кв. метра с обем 21,250 куб. м. При откриване на здравното заведение над централния вход е поставена голяма мраморна плоча с надпис от 7 двойни реда. В него се посочва инициатора на строежа и се дават указания за предназначението на болницата – да обслужва модернизираната турска армия и да бъде в услуга на населението. Първите лекари са чужденци – французи, англичани и др. По-късно пристигат българи и гърци, завършили Цариградското военномедицинско училище. След края на Руско-турската война през 1878 г. лечебното заведение се превръща в Руска военна болница. Руските войски поставят над главния вход на болницата надпис: „Шуменский военний госпиталь“. От Русия са донесени много болнични вещи, хирургически инструменти и е създаден голям болничен склад. В болницата е лекувал д-р Николай Пирогов и до юни 1879 г. е била ръководена от руски военни лекари. След това тя става държавна и от 1879 г. главен лекар в нея е шуменецът д-р Андрей Парушев. Шуменската държавна болница е била официално открита на 24 юли 1879 г., като е разполагала само с източното крило и част от северното, което е служило за склад и сушилня. Останалата част от голямата сграда е била използвана от дивизионната болница на IV Преславска дивизия, което дава името на сградата. На 25 февруари 1889 г. в Шумен е открита първата гарнизонна болница в България в първата болнична сграда преди Освобождението. Държавната болница остава в тази сграда до 1911 г., когато се премества в новопостроената болнична сграда, където се намира и до сега. Старата сграда се използва за дивизионна болница, складове и санитарна школа до края на Първата световна война. След войната в част от помещенията на болницата са настанени руски бежанци, белогвардейски офицери и войници на ген. Врангел. Оттогава остава популярното ѝ название „Руска болница“. По-късно се преобразува на руско общежитие, руска гимназия с пансион и руско общежитие за инвалиди, заедно с военномедицинските складове. През ноември 1935 г. сградата има 72 помещения, от които 30 се използват от руските инвалиди, а останалите за складове на военните части от гарнизона. От 1949 г. се ползва изцяло на военномедицинските органи.
Първата българска благотворителна болница е построена в Търново с дарения на български емигранти в Букурещ. Втора дарителска болница е построена във Варна с даренията на варненския търговец Параскева̀ Николау, който емигрира в Одеса. Той завещава 126 900 сребърни рубли за строителството, за заплатите на персонала и за издръжката на болните. Първият пациент в болницата е приет на 8 ноември 1869 г. Позната е като Гръцката болница, а през 1904 г. за първи път се споменава в периодичната преса с името Болница „Параскева Николау“.) През годините сградата е служила като холерен изолатор, военен лазарет, инфекциозна болница, родилен дом, противобясна станция, бактериологична станция, санепидстанция, хигиенно-епидемиологичен институт. Днес в сградата ѝ се помещава единственият музей по история на медицината в България., част от структурата на Медицински университет – Варна.
Болници в съвременния смисъл на понятието съществуват в западно- и централноевропейските страни от 18 век. В България първите болници в този смисъл са създадени едва след Освобождението. Една от най-старите от тях, Александровската, е създадена през 1879 г. Факсимиле с историята на Александровска болница от 1937 г. с данни за историята на болничното дело в България.
Също през 1879 г. в Пловдив е открита болница на червенокръстката организация „Свети Пантелеймон“. Тя е първата голяма болница в Източна Румелия. По-късно е преобразувана в Държавна болница. Международната католическа болница „Свети Йосиф“ в Пловдив е основана през 1881 г. При откриването си тя има 36 легла и се обслужва от 6 милосърдни сестри.
Пловдивската военна болница е основана през 1889 г. от полковник Сава Муткуров, тогавашен министър на войната. Болницата е била подчинена на бригадния лекар, а се е управлявала от лекаря на един от полковете. Разполагала е с 80 легла за редови чинове и осем легла за офицери. Софийската обща гарнизонна болница е основана през 1891 г. За първи началник на новооткритата болница е назначен д-р Георги Золотович, виден общественик и активен участник в създаващото се тогава здравно законодателство.
Официалното откриване на Международната католическа болница „Княгиня Клементина“ в София става на 4 юни 1891 г. от княгиня Клементина, дарителката осигурила най-много средства.
През 1918 г. в Пловдив е създадена Областна транспортна медицинска служба под формата на мрежа от здравни кабинети на „железниците“ на територията на Южна България.
С указ на Президиума на Великото народно събрание от 1 май 1949 г. католическите болници са национализирани.

## Правни рамки
Правните въпроси, свързани с болници, са уредени в „Закон за лечебните заведения“, приет 1999 и изменян многократно.
В България съществува система за акредитиране на болничните заведения, целяща постоянен контрол на качеството на извършваните дейности. За целта към Министерството на Здравеопазването е създаден Акредатиционен съвет.
От 2015 г. болниците в България с над 400 легла, над 10 клиники или медицинска онкология длъжни да назначат клиничен фармацевт. Според опита на Световната здравна организация, назначаването на клинични фармацевти в болниците намалява разходите за лекарства с до 30 %.

## Организация
Основните професионални групи в лечебните заведения са лекари, медицински сестри, административни и технически служители и работници. Болницата се управлява от директор. Работата е организирана на две или повече смени, като някои звена (отделения) имат непрекъснат цикъл на дейност.

## Приватизация
Приватизацията на болниците в България е една от злободневните теми в българското политическо ежедневие от края на 90-те години на XX век. През 2002 г. Народното събрание наложи мораториум върху приватизацията на болниците в България. От тогава в публичното пространство периодично се водят спорове дали и по какъв начин приватизацията в здравеопазването да продължи и в болничния сектор.
Според данни на НСИ през 2006 г. в България е имало 54 частни болници (числото на държавните или общински болници е 270). Съотношението на болничните легла е съответно 2004 към 43 645 бр. Голяма част от посочените 2004 „частни“ болнични легла са на японската болница „Токушукай Медикъл Корпорейшън“ в София.
По данни на печата на 28 ноември 2006 в София е открита първата голяма частна болница в България – „Токуда болница София“, инвестиция на японска „Токушукай Медикъл Корпорейшън“. Капацитетът на болницата след завършването е 1000 легла.
На 14 февруари 2008 г. забраната за приватизация на болниците е отменена от Народното събрание чрез промени в Закона за приватизация и следприватизационен контрол. Според промените забраната остава валидна само за 64 болници и здравни центрове от национално значение.